# 반파시즘

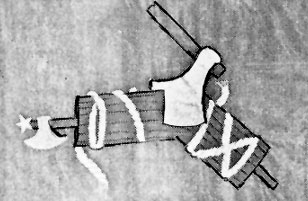

반파시즘(反 - ,독일어: Antifaschismus)는 파시즘에 반대하는 신념 및 실천이다. 반파시즘 활동가들에게 또한 쓰인다. 일반적으로 반파시즘 실천은 호모포비아와 성차별주의, 인종차별주의와 시민 권리의 제한을 반대하며 직접행동을 취한다. 제2차 세계 대전 동안 수많은 저항 운동은 반파시즘적이었다.
반파시즘 실천은 호전적이며 폭력을 동원할 수도 있으나 동시에 비폭력적이기도 하다. 반파시즘은 파시즘을 폭력을 동원해 "싸우는"것이 아니기 때문에 많은 수의 반파시즘 활동가들은 폭력적인 반파시즘을 파시즘 자체만큼이나 문제 있는 것으로 인식한다.

## 소비에트 시절의 반파시즘
1920년대부터 40년대에 이르기까지 소련은 수많은 반파시즘 운동을 지원했다. 이들은 반파시스트라고 불리었다. 특히 대조국전쟁 동안 소련군에게 사로잡힌 POW들은 안티파 훈련을 거치도록 종용받았다. Pál Maléter는 헝가리의 POW였으며 키에브에서 안티파 훈련을 거친 후 공산주의자가 되어 이후 1956년 헝가리 혁명의 혁명적 세력들을 이끌었다.

## 현대 반파시즘
오늘날 "안티파" 또는 반파시즘은 독일 등지와 유럽에서 파시스트적인 정치 세력들과 맞서 싸우는 이들을 일컫는다. 모든 것을 파시스트로 만드는 이념들은 인종차별주의, 인종본질주의, 민족주의, 반유대주의가 있으며 반파시스트들은 이러한 파시즘적인 이념들에 반대한다.

## 참고 문서
- 반 인종차별 행동
- 반인종차별주의
- 반성차별주의
- 반 파시즘 실천
- 아나르코-스킨헤드

## 같이 보기
- 반권위주의
- 반자본주의
- 친일파
- 유고슬라비아 민족해방을 위한 반파시스트 평의회
- 반인종주의
- 반스탈린주의 좌파
- 탈나치화
- 제2차 세계 대전의 저항운동